# Kirschblütenrennen
De Kirschblütenrennen is een wielerwedstrijd op Oostenrijkse bodem die als eendagswedstrijd wordt verreden.

## Geschiedenis
De eerste editie vond plaats in 1961 en werd gewonnen door de Oostenrijker Roman Humenberger. De wedstrijd wordt verreden in en rond de stad Wels dat onderdeel is van Opper-Oostenrijk. De wedstrijd kent sinds 2024 een 1.2-classificatie en behoort tot de UCI Europe Tour wedstrijden. Tot en met 2023 werd de wedstrijd verreden voor amateurs. Deze wedstrijden vinden na 2023 nog altijd plaats.

## Lijst van winnaars

### Overwinningen per land
| Overwinningen | Land      |
| ------------- | --------- |
| 1             | Slowakije |